# Gniew (film 1998)
Gniew – polski film sensacyjny z 1998 roku w reżyserii Marcina Ziębińskiego. Zdjęcia realizowano w Obornikach Śląskich i Trzebnicy w woj. dolnośląskim.

## Opis fabuły
Dwaj bracia po latach spotykają się w starym domu odziedziczonym po wuju. Paweł (Artur Żmijewski) jest biznesmenem, który wpada w kłopoty (prawdopodobnie z mafią). Piotr "Czacha" (Rafał Maćkowiak) jest młodszym bratem Pawła, który właśnie uciekł z poprawczaka. W konflikcie między braćmi staje Magda (Renata Dancewicz), a dołączają koledzy Piotra: Siara, Niemowa i Bodo - degeneraci, którzy właśnie obrabowali i zamordowali staruszkę (od sceny tego zdarzenia zaczyna się film). 
Film to studium wynaturzenia i agresji, obfituje w wulgaryzmy i bardzo brutalne sceny, pełne krwi i przemocy. Miał być polską wersją filmu Wściekłe psy (1992) Quentina Tarantino, ale zebrał bardzo niepochlebne opinie zarówno ze strony krytyków, jak i publiczności.

## Obsada
- Artur Żmijewski - Paweł
- Renata Dancewicz - Magda
- Rafał Maćkowiak - Piotr
- Wojciech Czarny - Siara
- Karol Wałkowski - Niemowa
- Arkadiusz Walkowiak - Bodo
- Cezary Żak i January Brunov - policjanci